# Diocèse de Molegbe
Le diocèse de Molegbe (latin : Molegben(sis)) est un diocèse catholique romain situé dans la ville de Molegbe et rattaché à la province ecclésiastique de Mbandaka-Bikoro dans la République démocratique du Congo.

## Histoire
Le 7 avril 1911, la préfecture apostolique d'Ubanghi belge est créée à partir de territoires du vicariat apostolique du Congo belge.
Le 28 janvier 1935, la préfecture est élevée en vicariat apostolique. Le 10 novembre 1959, le vicariat devient le diocèse de Molegbe, suffragant de l'archidiocèse de Coquilhatville, aujourd'hui archidiocèse de Mbandaka-Bikoro.

## Liste des ordinaires
- Préfets apostolique d'Ubanghi belge 
  - Fulgenzio da Gerard-Montes, O.F.M. Cap. (1911 – 1930?)
  - Basile Tanghe, O.F.M. Cap. (16 octobre 1931 – 28 janvier 1935)
- Vicaires apostoliques d'Ubanghi belge
  - Basile Tanghe,O.F.M. Cap. (28 janvier 1935 – 16 décembre 1947)
  - Jean Ghislain Delcuve, O.F.M. Cap. (10 juin 1948 – 13 novembre 1958)
  - Léon Delaere, O.F.M. Cap. (13 novembre 1958 – 10 novembre 1959)
- Évêques de Molegbe
  - Léon Delaere, O.F.M. Cap. (10 novembre 1959 – 3 août 1967)
  - Joseph Kesenge Wandangakongu (5 septembre 1968 – 18 octobre 1997)
  - Ignace Matondo Kwa Nzambi, C.I.C.M. (27 juin 1998 – 23 mai 2007)
  - Dominique Bulamatari (14 novembre 2009 – 1er août 2023)
    - Joseph-Bernard Likolo Bokal’Etumba (depuis le 1er août 2023), administrateur apostolique

  - Joseph Mopepe Ngongo (depuis le 15 avril 2025)

## voir aussi
- Église catholique en République démocratique du Congo

## Sources
- (en) Cet article est partiellement ou en totalité issu de l’article de Wikipédia en anglais intitulé « Roman Catholic Diocese of Molegbe » (voir la liste des auteurs).
- « Informations », sur Giga-Catholic (consulté le 15 mars 2013)
- « fiche du diocèse », sur Catholic Hierarchy (consulté le 15 mars 2013)